# Gavoi
Gavoi (sardinski: Gavòi) je grad i općina (comune) u pokrajini Nuoru u regiji Sardiniji, Italija. Nalazi se na nadmorskoj visini od 777 metara i ima 2 664 stanovnika.
 Prostire se na 38,06 km². Gustoća naseljenosti je 70 st/km².
Susjedne općine su: Fonni, Lodine, Mamoiada, Ollolai i Ovodda.